# Eugène Atget

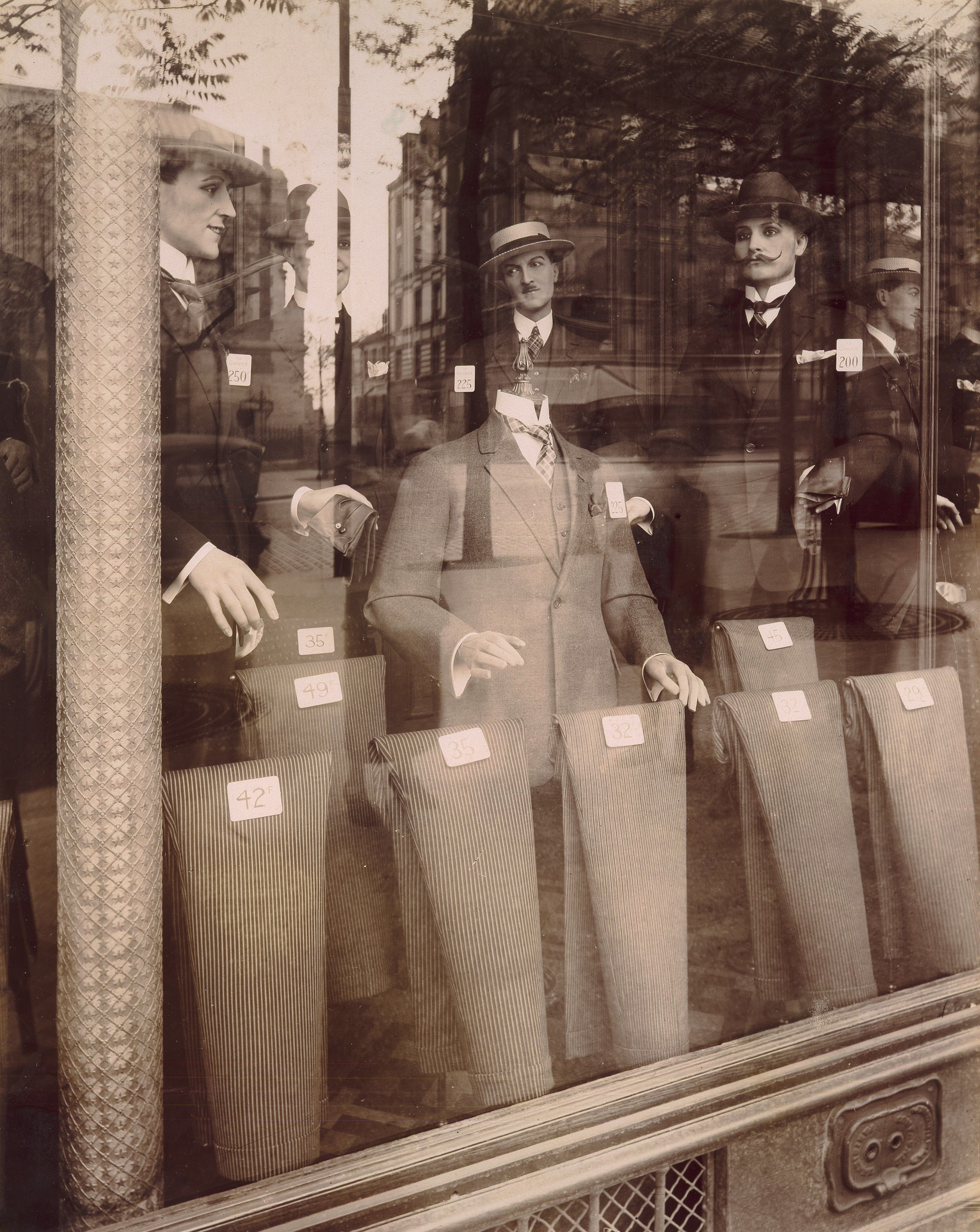
Eugène Atget: Avenue gobelínů, 1927

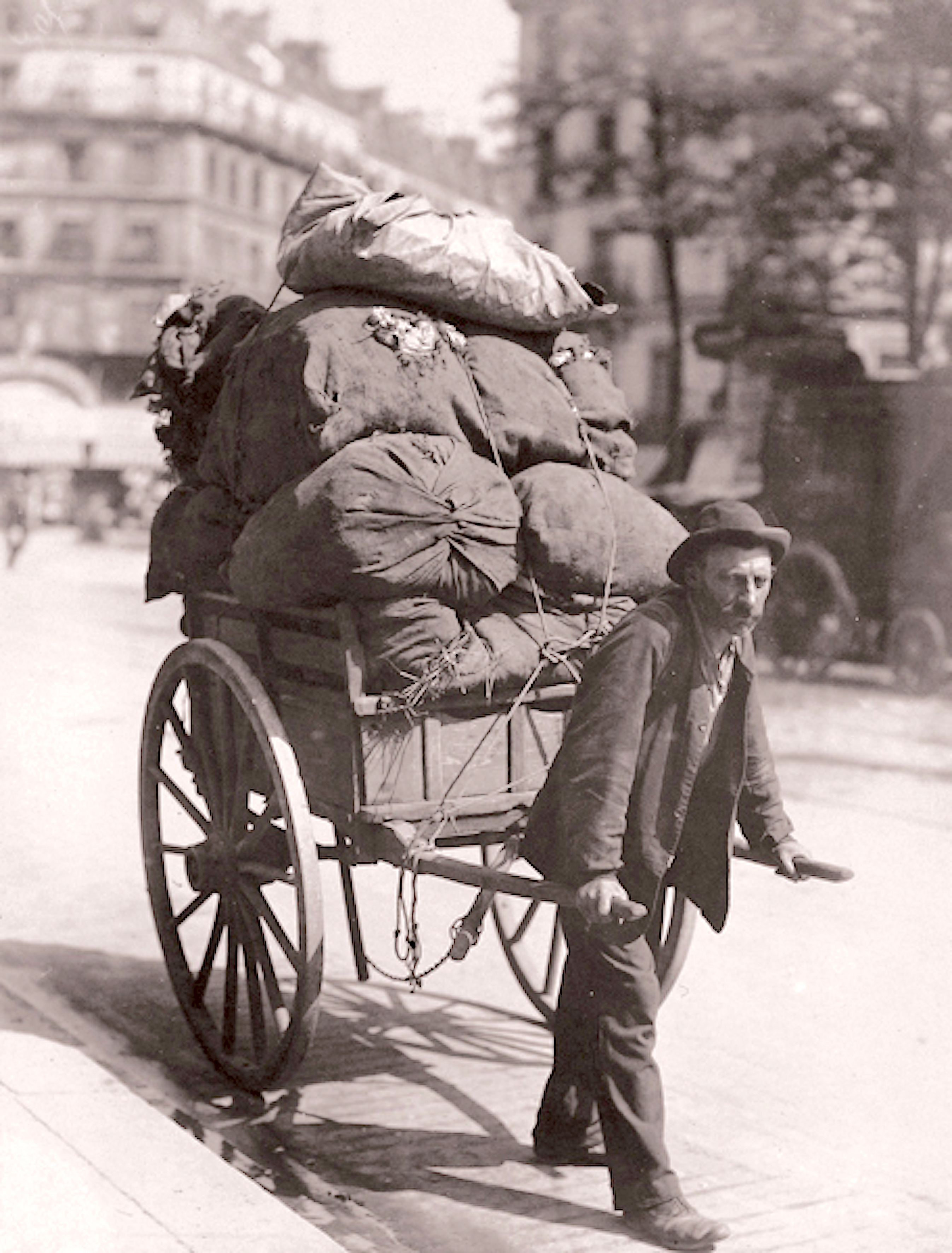
Eugène Atget: Sběrač hadrů, 1899

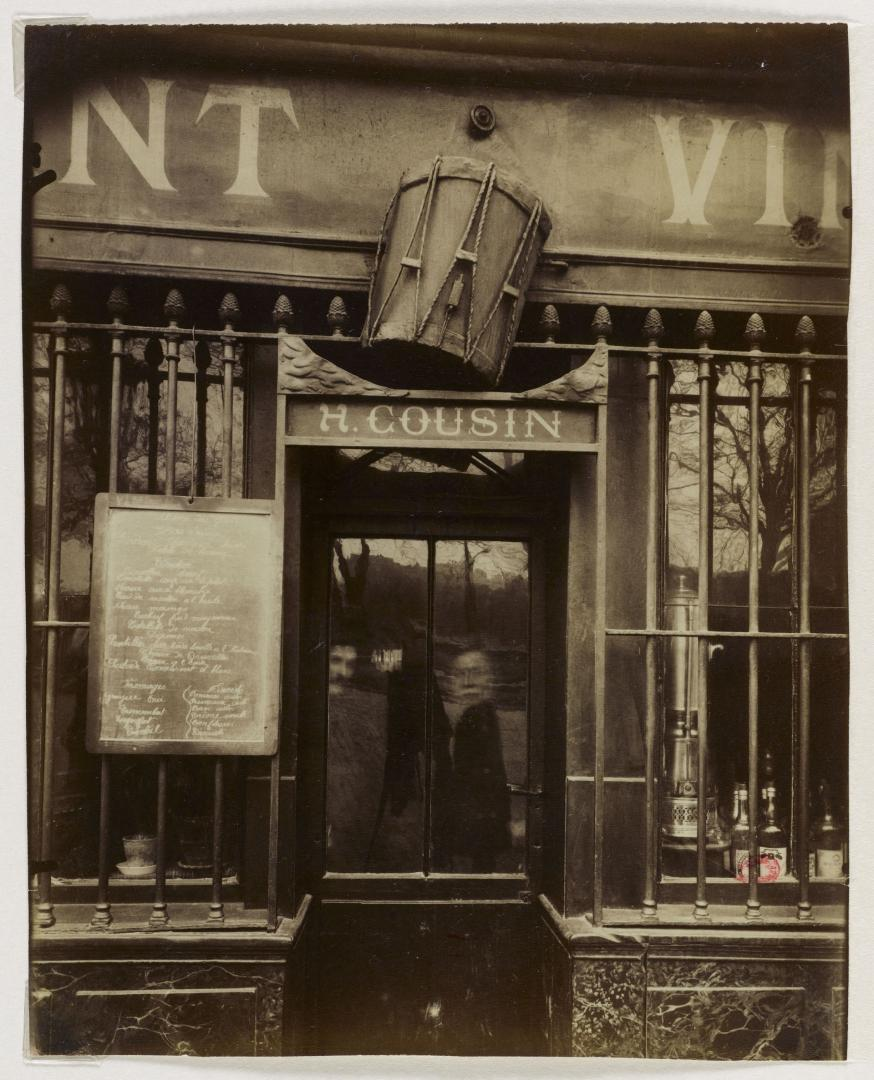
Eugène Atget: Au Tambour, 63 quai de la Tournelle, 1908

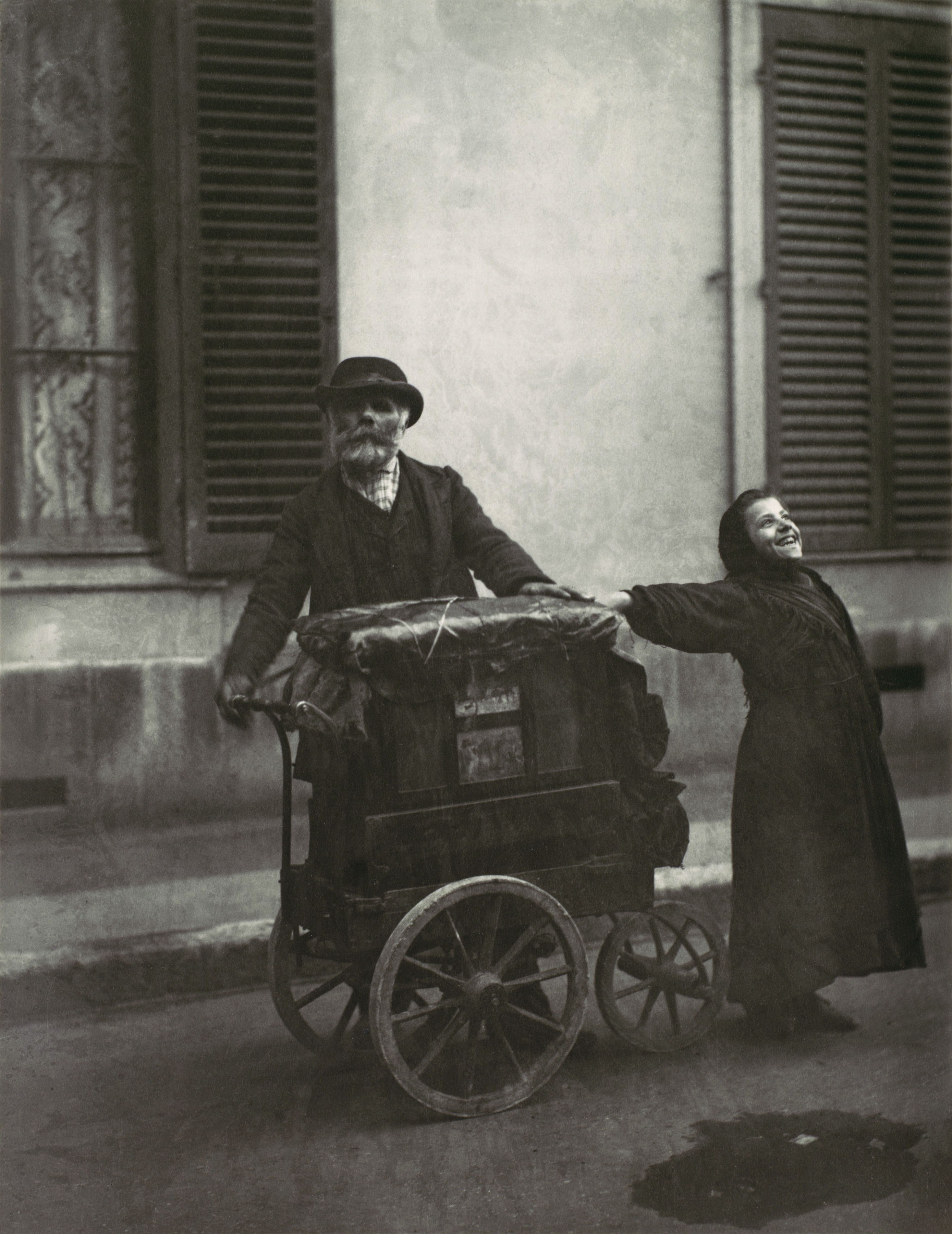
Eugène Atget: Flašinetář, 1898

Eugène Atget (12. února 1857, Libourne – 4. srpna 1927, Paříž) byl francouzský fotograf známý především svými fotografiemi dokumentujícími architekturu a pouliční scény Paříže.

## Život
Narodil se ve francouzském Bordeaux, osiřel v sedmi letech a byl vychováván svým strýcem. V roce 1870, kdy ukončil vzdělání, se Atget nakrátko stal námořníkem a kabinovým stevardem na transatlantickém parníku. Po řadě námořních plaveb, se stal divadelním hercem druhořadé herecké společnosti, kde účinkoval bez většího úspěchu.
Ve svém fotografickém díle zachycoval svou bohémskou náklonnost k pracujícím a obavy o drobné živnostníky a kupce, ohrožené modernizací a nárůstem velkých obchodních domů v Paříži. Je popisován jako výbušný a výstřední, např. ve věku kolem padesáti let přestal jíst vše kromě chleba, mléka a cukru. Přesto, že se díky své ženě Valentině, bývalé herečce, stýkal s významnými pařížskými dramatiky, nezanechal žádný známý portrét přátel či spolupracovníků.

## Dílo
V 90. letech 19. století se Atget usadil v Paříži a začal fotografovat. Navzdory omezené průpravě se fotografování stalo zdrojem jeho příjmů, snímky prodával umělcům v nedaleké čtvrti Montparnasse. Inzeroval své fotografie jako „dokumenty pro umělce“. V té době bylo běžným zvykem, že malíři malovali obrazy na základě fotografických předloh. V polovině 90. let 19. století si Atget pořídil svůj první fotoaparát a začal zaznamenávat snímky francouzského hlavního města, jejichž počet později dosáhl deseti tisíc. V roce 1899 se přestěhoval do Montparnassu, kde žil a pracoval až do své smrti v roce 1927.

### Technika
Atget fotografoval Paříž na dřevěný deskový měchový velkoformátový fotoaparát se světelným nezkreslujícím objektivem, který byl více světelný než bylo v dané době běžné. Bylo pro něj typické konstrukčně nastavené mírné soudkovité zkreslení k vyrovnání sklonu nedokonalých objektivů k opačnému – poduškovitému zkreslení. Snímky exponoval a vyvolával na 18 × 24cm velké, suché kolodiové skleněné desky. Kromě dodávek fotografií snové Paříže umělcům, architektům, vydavatelům a bytovým dekoratérům, byl zároveň představiteli města Paříže a muzeem Carnavalet pověřen, aby zaznamenal a uchoval památky francouzského hlavního města.
Charakteristickými rysy Atgetových fotografií je světlo ovlivněné dlouhou expozicí, poměrně široký záběr pohledu, který dává pocit prostoru a neklade důraz na detail povrchu, záměrný záběr scén, tak aby nebyla zaznamenána uspěchaná moderní Paříž. Ta se často nacházela jen pár kroků od nostalgických zákoutí, kterým dával přednost. Prázdnota většiny ulic a občas rozmazané postavy na ulicích s lidmi, jsou částečně důsledkem již zastaralé fotografické techniky, (velmi dlouhá expozice), která vyžadovala, aby mnohé z jeho snímků byly vytvořeny v časných ranních hodinách, dříve než se objevili chodci a doprava.
V rozích jeho fotografií se často vyskytuje mechanická vinětace (neosvětlení okrajů snímku, přepozicováním čočky fotoaparátu vůči desce jeden z možných způsobů, jak lze korigovat perspektivu snímku a mít kontrolu nad jeho kvalitou). Atget si byl jistě vědom tohoto efektu, když snímky pořizoval a buď se s ním smířil, nebo jej upřednostňoval. Vlastně, jednou z klíčových kvalit Atgetova díla, ve srovnání s jinými dokumentárními fotografy Paříže, je jeho důvtipné vyvarování se dokonalosti. Přistupoval k objektům s napohled zjevnou lidskostí.
Atgetovy fotografie přitahovaly pozornost známých malířů jako Man Raye, André Deraina, Henri Matisse a Picassa ve 20. letech 20. století.

## Berenice Abbottová
Zásadní podíl na zpřístupnění Atgetova díla světu měla Berenice Abbottová. V roce 1925 ji s Atgetem seznámil Man Ray a ona se stala jeho velkou obdivovatelkou. Doporučovala svým přátelům, aby si kupovali jeho snímky a také vytvořila jeho fotografický portrét ve stylu “celebrit“. V roce 1927 se jí podařilo Atgeta přemluvit, zda by jej mohla portrétovat. Když mu pak šla zhotovené portréty ukázat, zjistila, že zemřel. V roce 1927 se rozhodla zakoupit sbírku jeho 1400 negativů a 7800 výtisků, pomoci uspořádat výstavy jeho děl a podílet se na vydání publikací s jeho fotografiemi. Vystavovala, publikovala a zároveň shromáždila obsažný archiv písemností o jeho díle. V roce 1968 zorganizovala Abbotová koupi Atgetova archivu Muzeem moderního umění v New Yorku. Díky sérii výstav a publikací v MoMA dosáhl Atget věhlasu světově uznávaného fotografa.

## Srovnání
Poté, co v roce 1935 poprvé prezentoval své dílo na výstavě Skupiny surrealistů v ČSR fotograf Jindřich Štyrský, kde představil své dva rozsáhlé soubory Muž s klapkami na očích a Žabí muž, bylo jeho dílo vnímáno jako výrazný přínos surrealismu moderní fotografii. Téměř okamžitě po vystavení svých fotografií začal být Štyrský srovnáván s Eugenem Atgetem – oba fotografovali pouťové atrakce a kolotoče, stejně tak jako výlohy obchodů, nejen kvůli vystavenému zboží, ale také kvůli odrazům z ulice.

## Známé fotografie
- Flašinetář, (1898)
- Cabaret Rue Mouffetard, (1900)
- Au Tambour, 63 quai de la Tournelle, (1908)
- Le Quai, Île de la Cité, (1925)

## Zastoupení ve sbírkách
- Art Institute of Chicago, Chicago, Illinois, USA[1]

## Galerie

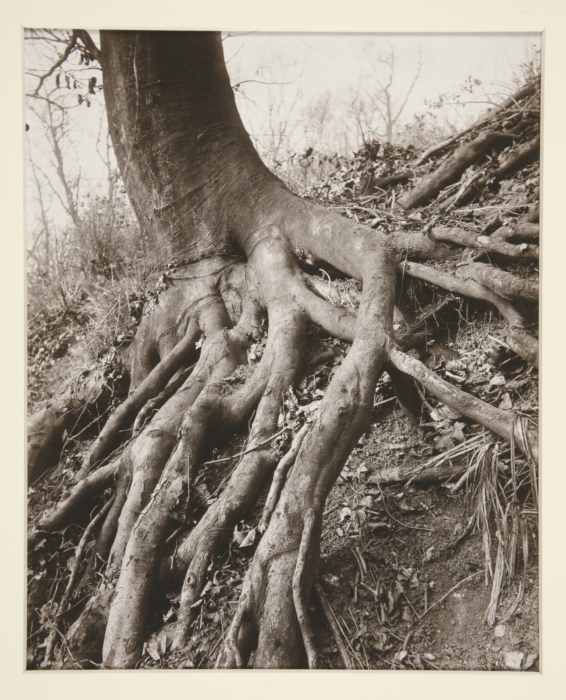
Saint-Cloud, 1924, 8 5/8 x 6 7/8", Yale University Art Gallery
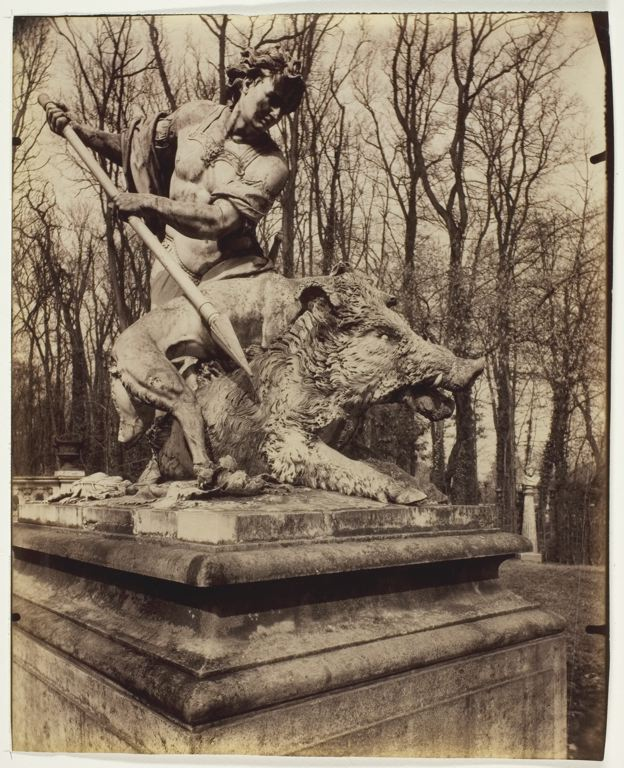
Versailles, Bosquet de l' Arc de Triomphe - 1963, albuminový tisk, 21,9 × 17,8 cm
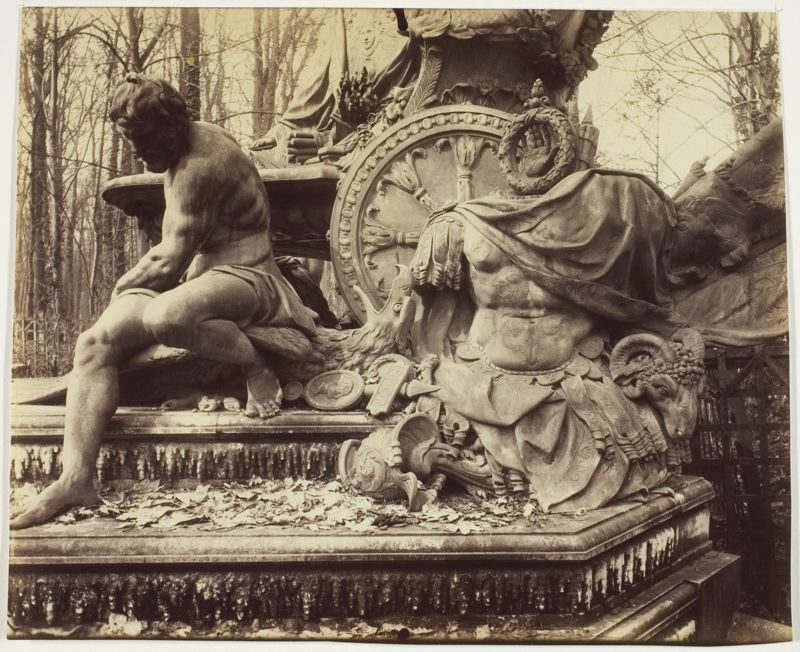
Versailles, Bosquet de l'Arc de Triomphe - 1963, albuminový tisk, 21,6 × 17,8 cm
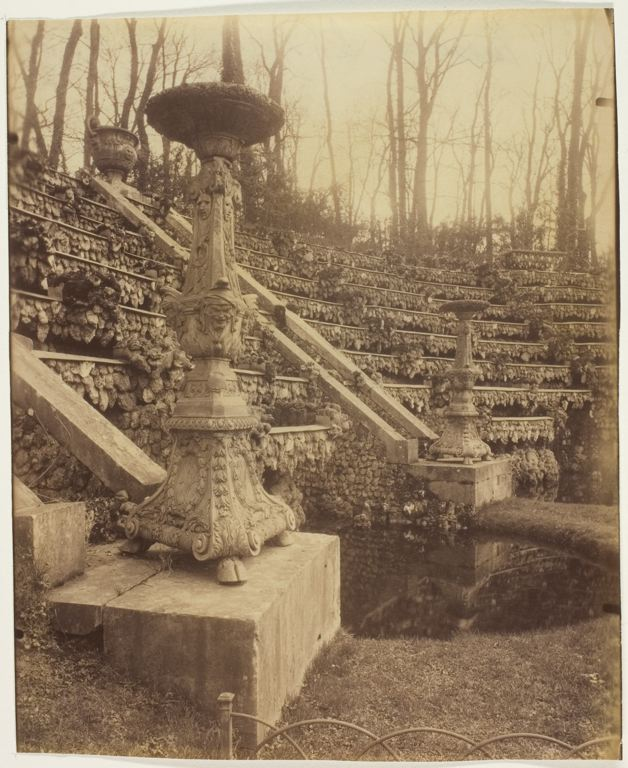
Versailles, Le Parc - 1963, albuminový tisk, 21,6 × 17,8 cm
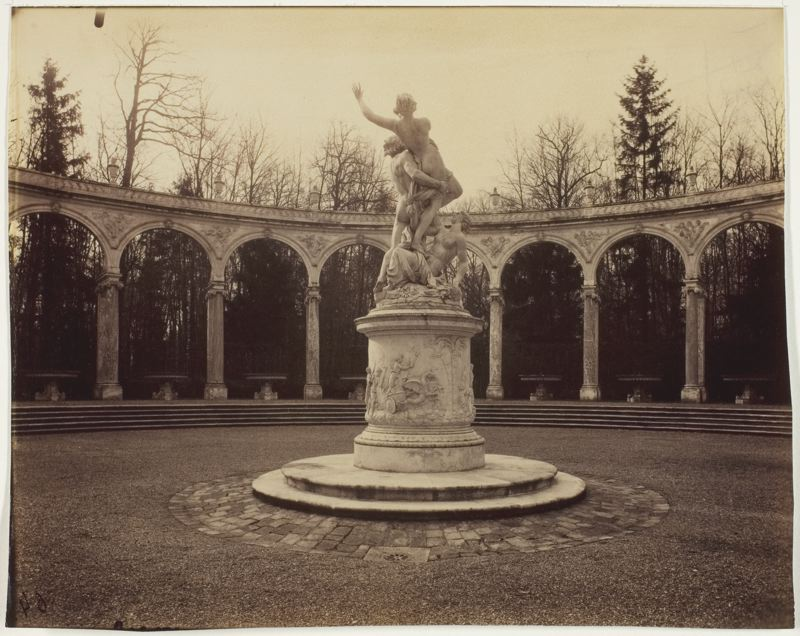
Versailles, Bosquet de la Colonnade - 1963
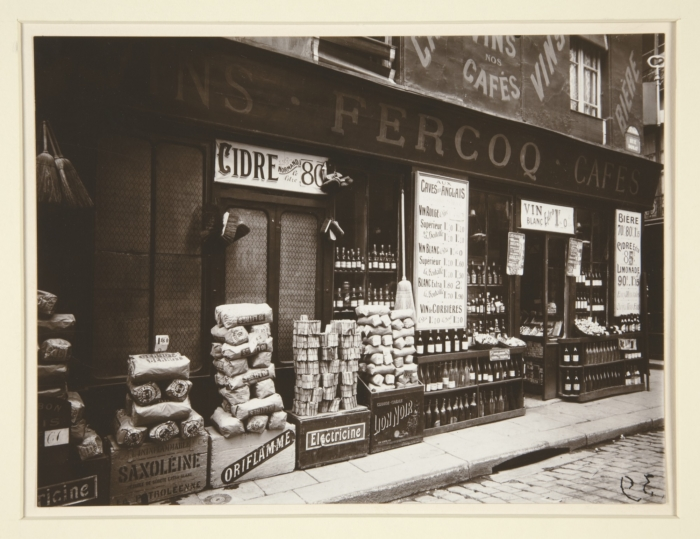
Obchod, 1924

### Knihy
- The World of Atget, 1964.
- Atget's Gardens: A Selection of Eugene Atget's Garden Photographs, 1979.
- The Work of Atget, 4 vols., 1981-85.
- Eugene Atget: A Selection of Photographs from the Collection of Musee Carnavalet, Paris, 1985.
- Eugene Atget: Paris, 1998.